# 田頭喜久己
田頭 喜久己（たがしら きくみ、1951年2月15日 - ）は、日本の政治家。福岡県筑前町長。

## 来歴・人物
- 1963年 - 旧・夜須町立三並小学校卒業。
- 1966年 - 旧・夜須町立夜須中学校卒業。
- 1969年 - 福岡県立朝倉農業高等学校卒業。
- 1975年 - 福岡大学商学部第二部卒業。
- 1975年 - 旧・夜須町役場に入庁。
- 2005年 - 新・筑前町役場総務課長。
- 2009年 - 新・筑前町長選で初当選。